# Hydroxychloroquine
Hydroxychloroquine (HCQ), được bán trên thị trường dưới nhãn hiệu Plaquenil và một số tên khác, là loại thuốc sử dụng để phòng ngừa và điều trị một số loại bệnh sốt rét. Cụ thể thuốc được dùng cho sốt rét nhạy cảm chloroquine. Những công dụng khác bao gồm điều trị viêm khớp dạng thấp, lupus và porphyrin da mắc phải muộn. Thuốc dùng bằng đường uống.
Các tác dụng phụ thường gặp bao gồm nôn mửa, đau đầu, thay đổi thị lực và yếu cơ. Tác dụng phụ nghiêm trọng có thể xảy ra các phản ứng dị ứng. Thuốc tương đối an toàn trong thai kỳ nhưng vẫn chưa được nghiên cứu kỹ. Hydroxychloroquine nằm trong nhóm thuốc chống sốt rét và 4-aminoquinoline.
Hydroxychloroquine đã được phê duyệt để sử dụng y tế tại Hoa Kỳ vào năm 1955. Thuốc nằm trong Danh sách các thuốc thiết yếu của WHO, các loại thuốc hiệu quả và an toàn nhất cần thiết trong một hệ thống y tế. Chi phí bán buôn ở các nước đang phát triển là khoảng $5.40 đến 7.44 mỗi tháng. Ở Vương quốc Anh, liều này tốn chi phí NHS khoảng £ 5,15.  Tại Hoa Kỳ, một tháng điều trị thường mất ít hơn $ 25.

## Quá liều
Do hấp thu nhanh, các triệu chứng quá liều có thể xảy ra trong vòng nửa giờ sau khi uống. Các triệu chứng quá liều bao gồm co giật, buồn ngủ, nhức đầu, các vấn đề về tim hoặc suy tim, khó thở và thị lực.